# Zimowe Mistrzostwa Rumunii w Rzutach 2011
Zimowe Mistrzostwa Rumunii w Rzutach 2011 – zawody lekkoatletyczne, które rozegrano w Bukareszcie od 8 do 10 marca. 

## Rezultaty

### Mężczyźni
| Konkurencja:   | 1. miejsce     | Rezultat |
| Rzut dyskiem   | Sergiu Ursu    | 60,34    |
| Rzut młotem    | Cosmin Sorescu | 65,44    |
| Rzut oszczepem | Levente Bartha | 70,19    |

### Kobiety
| Konkurencja:   | 1. miejsce     | Rezultat |
| Rzut dyskiem   | Nicoleta Grasu | 60,18    |
| Rzut młotem    | Bianca Perie   | 67,32    |
| Rzut oszczepem | Maria Negoiță  | 57,62    |